# Ноздровська Ірина Сергіївна
Ірина Сергіївна Ноздровська (27 січня 1979 , Демидів, Київська область  — 29 грудня 2017 , Вишгородський район, Київська область ) — українська правниця та правозахисниця, помічниця нардепа Тетяни Чорновол .
Ірина Ноздровська зникла 29 грудня після неодноразових погроз на її адресу. 1 січня 2018 року її знайшли мертвою в річці біля села Демидів Вишгородського району Київської області.
8 січня 2018 року поліцією було затримано Юрія Россошанського, батька Дмитра Россошанського, чийого засудженя вимагала Ірина. За даними поліції, затриманий зізнався у скоєнні злочину.

## Правозахисна діяльність
Ірина Ноздровська розслідувала загибель своєї сестри, яку у вересні 2015 року насмерть збив Дмитро Россошанський у стані наркотичного сп'яніння. Дмитро Россошанський — племінник Купрієнка Сергія Ісаковича, голови Вишгородського районного суду на момент скоєння ДТП. Розслідування злочину всіляко затягувалось.
Крім справи про загибель сестри, Ірина вела справу про розкрадання коштів на суму 300 тис грн директором школи, а також боролася за встановлення опіки над 4-річним племінником, сином загиблої сестри.

## Убивство
Ірина зникла ввечері 29 грудня. Востаннє вона телефонувала матері близько 17:00 та повідомила, що перебуває у Старих Петрівцях. О 18:00 мати Ірина не відповіла на дзвінок матері, хоча обидва її телефони було увімкнено. Родичі звернулися до Вишгородського райвідділу поліції і 30 грудня Ірину було оголошено у розшук.
1 січня 2018 року місцевий житель натрапив на оголене тіло Ірини у річці Кізка поблизу Демидова. Причиною смерті імовірно стали колото-різані поранення на шиї. Експертиза встановила, що смерть Ноздровської настала ввечері 29 грудня.
За інформацією активіста Андрія Хилька, з яким товаришувала Ірина, після її зникнення з її профілю у Facebook було видалено її особисте листування.

## Розслідування
За фактом убивства Ірини Ноздровської поліція відкрила кримінальне провадження за частиною 1 статті статті 115 Кримінального кодексу України. Основними версіями правоохоронців є професійна діяльність Ноздровської, діяльність щодо розслідування справи щодо загибелі її сестри, хуліганство, та спроба зґвалтування. Після проведення судово-медичної експертизи версію про зґвалтування було відкинуто. 4 січня на прохання родичів Ноздровської було призначено комплексну експертизу її тіла.
Для розслідування обставин загибелі Ірини було створено координаційний штаб МВС. Над справою працювали 300 працівників МВС.
1 січня 2018 року було затримано колишнього нареченого Ірини Віталія Сергєєва, якого допитали як свідка. Окрім нього, протягом першої доби було допитано близько 50 осіб. Було відтворено маршрут Ірини від станції метро Героїв Дніпра у Києві, де вона сіла до маршрутки до селища Демидів, куди Ноздровська все ж дісталася; було допитано 6 водіїв, які працювали на маршруті до Демидова між 17 і 18 годинами 29 грудня, зокрема і той, з яким їхала Ірина. Також було вилучено записи камер відеоспостереження за маршрутом правозахисниці. Крім того, було проведено обходи домівок жителів Демидова, у ході яких було опитано понад 1000 місцевих мешканців.
8 січня був затриманий підозрюваний у вбивстві Юрій Россошанський, батько Дмитра Россошанського. Керівник кримінальної поліції В'ячеслав Аброськін повідомив, що затриманий зізнався у скоєнні злочину. При цьому, ЗМІ з посиланням на дружину затриманого опублікували його лист до родини, де він заперечує причетність до злочину, проте бере вину на себе, аби убезпечити родину. Пізніше Россошанський заявив, що вбив Ірині через сварку з нею на зупинці громадського транспорту у Демидові.
Адвокат родини Ноздровських Віталій Мацелюх почав власне розслідування, залучивши приватних детективів, оскільки на його думку вбивство може бути не пов'язаним зі справою про ДТП, у якій загинула її сестра.
3 серпня 2022 року суд визнав Юрія Россошанського винним у вбивстві Ірини Ноздровської, засудивши його на 15 років позбавлення волі.

## Реакція
- 2 січня 2018 під Головним управлінням поліції Київської області відбулася акція, учасники якої вимагали від поліціянтів знайти та покарати убивць Ірини Ноздровської[30].
- Міністр МЗС Павло Клімкін назвав вбивство Ірини «викликом для держави та тестом для суспільства на здатність захистити жінок-активісток, на справедливість взагалі і спроможність її забезпечити»[31].
- Посольство США в Україні висловило занепокоєння у зв'язку з вбивством правозахисниці[32].
- Посольство Британії в Україні закликало Україну забезпечити справедливий судовий процес на основі ретельного розслідування вбивства.[33]